# Argyreia cinerea
Argyreia cinerea är en vindeväxtart som beskrevs av V. Ooststr. Argyreia cinerea ingår i släktet Argyreia och familjen vindeväxter. Inga underarter finns listade i Catalogue of Life.